# Pyramia pityrophylla
Pyramia pityrophylla là một loài thực vật có hoa trong họ Mua. Loài này được (DC.) Cham. miêu tả khoa học đầu tiên năm 1834.